# Saison 2022-2023 des Girondins de Bordeaux
 (juin 2023).
Maillots
Chronologie
Saison précédente Saison suivante
La saison 2022-2023 des Girondins de Bordeaux est la première année du club en deuxième division après 30 années consécutives au sommet de la hiérarchie du football français et la huitième saison complète dans son nouveau stade.
Lors de cette saison, le club dispute les compétitions nationales (Ligue 2 et Coupe de France).

## Avant-saison

### Tableau des transferts
| Nom                 | Nationalité        | Poste     | Transfert                  | Provenance/Destination      | Division           |
| ------------------- | ------------------ | --------- | -------------------------- | --------------------------- | ------------------ |
| Arrivées            |                    |           |                            |                             |                    |
| Johaneko Louis-Jean | France             | Défenseur | Contrat professionnel      | Girondins de Bordeaux B     | National 3         |
| Jacques Ekomie      | Gabon              | Défenseur | Contrat professionnel      | Girondins de Bordeaux B     | National 3         |
| Junior Mwanga       | France             | Défenseur | Contrat professionnel      | Girondins de Bordeaux B     | National 3         |
| Julien Vetro        | France             | Attaquant | Contrat professionnel      | Girondins de Bordeaux B     | National 3         |
| Raoul Bellanova     | Italie             | Défenseur | Retour de prêt             | Cagliari Calcio             | Serie A            |
| Ismaël Sow          | France             | Défenseur | Retour de prêt             | Royal Excel Mouscron        | D1B Pro League     |
| Malcom Bokele       | Cameroun           | Défenseur | Retour de prêt             | FC Villefranche Beaujolais  | National           |
| Otávio              | Brésil             | Milieu    | Retour de prêt             | Clube Atlético Mineiro      | Brasileirão        |
| Josh Maja           | Nigeria            | Attaquant | Retour de prêt             | Stoke City                  | Championship       |
| Clément Michelin    | France             | Défenseur | Prêt (avec option d'achat) | AEK Athènes FC              | Superleague Elláda |
| Zuriko Davitashvili | Géorgie            | Attaquant | Prêt (avec option d'achat) | Dinamo Batoumi              | Umaglesi Liga      |
| Aliou Badji         | Sénégal            | Attaquant | Prêt (avec option d'achat) | Amiens SC                   | Ligue 2            |
| Rafał Strączek      | Pologne            | Gardien   | Transfert libre            | Stal Mielec                 | Ekstraklasa        |
| Yoann Barbet        | France             | Défenseur | Transfert libre            | Queens Park Rangers         | Championship       |
| Vital N'Simba       | RD Congo           | Défenseur | Transfert libre            | Clermont Foot 63            | Ligue 1            |
| Danylo Ignatenko    | Ukraine            | Milieu    | Transfert (1 M d'€)        | Chakhtar Donetsk            | Premier-Liha       |
| Alberth Elis        | Honduras           | Attaquant | Transfert (6 M d'€)        | Boavista FC                 | Primeira Liga      |
| Départs             |                    |           |                            |                             |                    |
| Anel Ahmedhodžić    | Bosnie-Herzégovine | Défenseur | Retour de prêt             | Malmö FF                    | Allsvenskan        |
| Ricardo Mangas      | Portugal           | Défenseur | Retour de prêt             | Boavista FC                 | Primeira Liga      |
| Gideon Mensah       | Ghana              | Défenseur | Retour de prêt             | RB Salzbourg                | Bundesliga         |
| Timothée Pembélé    | France             | Défenseur | Retour de prêt             | Paris SG                    | Ligue 1            |
| Josuha Guilavogui   | France             | Milieu    | Retour de prêt             | VfL Wolfsburg               | Bundesliga         |
| Danylo Ignatenko    | Ukraine            | Milieu    | Retour de prêt             | Chakhtar Donetsk            | Premier-Liha       |
| Yacine Adli         | France             | Milieu    | Retour de prêt             | AC Milan                    | Serie A            |
| Javairô Dilrosun    | Pays-Bas           | Attaquant | Retour de prêt             | Hertha BSC                  | Bundesliga         |
| Alberth Elis        | Honduras           | Attaquant | Retour de prêt             | Boavista FC                 | Primeira Liga      |
| Rémi Oudin          | France             | Attaquant | Prêt (sans option d'achat) | US Lecce                    | Serie A            |
| Benoît Costil       | France             | Gardien   | Fin de contrat             | AJ Auxerre                  | Ligue 1            |
| Tidiane Malbec      | France             | Gardien   | Fin de contrat             | FC Annecy                   | Ligue 2            |
| Marcelo             | Brésil             | Défenseur | Fin de contrat             | Western Sydney Wanderers FC | A-League Men       |
| Enock Kwateng       | Ghana              | Défenseur | Fin de contrat             | MKE Ankaragücü              | Süper Lig          |
| Mehdi Zerkane       | Algérie            | Milieu    | Fin de contrat             | Nîmes Olympique             | Ligue 2            |
| Otávio              | Brésil             | Milieu    | Fin de contrat             | Clube Atlético Mineiro      | Brasileirão        |
| Thibault Klidje     | Togo               | Attaquant | Fin de contrat             | FC Lucerne                  | Super League       |
| Amadou Traoré       | Guinée             | Attaquant | Fin de contrat             | Sporting Kansas City II     | MLS Next Pro       |
| Paul Baysse         | France             | Attaquant | Retraite                   |                             |                    |
| Jimmy Briand        | France             | Attaquant | Retraite                   |                             |                    |
| Mexer               | Mozambique         | Défenseur | Transfert libre            | GD Estoril Praia            | Primeira Liga      |
| Abdeljalil Medioub  | Algérie            | Défenseur | Transfert libre            | Aris Limassol               | Panchypriote Cyta  |
| Mbaye Niang         | Sénégal            | Attaquant | Transfert libre            | AJ Auxerre                  | Ligue 1            |
| Moudja Sie Ouattara | Côte d'Ivoire      | Attaquant | Transfert libre            | SO Cholet                   | National           |
| Raoul Bellanova     | Italie             | Défenseur | Transfert (1 M d'€)        | Cagliari Calcio             | Serie A            |
| Jean Onana          | Cameroun           | Milieu    | Transfert (6 M d'€)        | RC Lens                     | Ligue 1            |
| Hwang Ui-jo         | Corée du Sud       | Attaquant | Transfert (5 M d'€)        | Nottingham Forest FC        | Premier League     |
| Sékou Mara          | France             | Attaquant | Transfert (13 M d'€)       | Southampton FC              | Premier League     |

| Nom          | Nationalité | Poste     | Transfert                  | Provenance/Destination | Division   |
| ------------ | ----------- | --------- | -------------------------- | ---------------------- | ---------- |
| Arrivées     |             |           |                            |                        |            |
| Alexi Pitu   | Roumanie    | Attaquant | Transfert (2 M d'€)        | Farul Constanța        | Liga I     |
| Départs      |             |           |                            |                        |            |
| Alberth Elis | Honduras    | Attaquant | Prêt (avec option d'achat) | Stade brestois 29      | Ligue 1    |
| Ismaël Sow   | France      | Défenseur | Fin de contrat             | Syrianska FC           | Division 2 |

## Effectif

### Effectif professionnel actuel
Le tableau suivant liste uniquement l'effectif professionnel des Girondins pour la saison 2022-2023.

## Compétitions

### Ligue 2
La Ligue 2 est la 84e édition du Championnat de France de football de deuxième division. La division oppose vingt clubs en une série de trente-huit rencontres. 
| 1re journée                  | Girondins de Bordeaux | 0 - 0   | Valenciennes FC | Matmut Atlantique, Bordeaux                                                                                   | |
| Samedi 30 juillet 2022 19:00 |                       | (0 - 0) |                 | Spectateurs : 19 279 Diffuseur : La chaîne L'Équipe et Prime Video (multiplex) Arbitrage : Benjamin Lepaysant | Spectateurs : 19 279 Diffuseur : La chaîne L'Équipe et Prime Video (multiplex) Arbitrage : Benjamin Lepaysant |
| Samedi 30 juillet 2022 19:00 | Rapport               |         |                 | Spectateurs : 19 279 Diffuseur : La chaîne L'Équipe et Prime Video (multiplex) Arbitrage : Benjamin Lepaysant | Spectateurs : 19 279 Diffuseur : La chaîne L'Équipe et Prime Video (multiplex) Arbitrage : Benjamin Lepaysant |

| 2e journée               | Rodez AF         | 0 - 3   | Girondins de Bordeaux                                         | Stade Paul Lignon, Rodez                                                                               | |
| Samedi 6 août 2022 19:00 | Pierre Bardy 36e | (0 - 2) | 5e Danylo Ignatenko · 15e Dilane Bakwa · 90+4e Marvin De Lima | Spectateurs : 1 565 Diffuseur : La chaîne L'Équipe et Prime Video (multiplex) Arbitrage : Ruddy Buquet | Spectateurs : 1 565 Diffuseur : La chaîne L'Équipe et Prime Video (multiplex) Arbitrage : Ruddy Buquet |
| Samedi 6 août 2022 19:00 | Rapport          |         |                                                               | Spectateurs : 1 565 Diffuseur : La chaîne L'Équipe et Prime Video (multiplex) Arbitrage : Ruddy Buquet | Spectateurs : 1 565 Diffuseur : La chaîne L'Équipe et Prime Video (multiplex) Arbitrage : Ruddy Buquet |

| 3e journée                | Girondins de Bordeaux       | 1 - 0   | Chamois niortais FC | Matmut Atlantique, Bordeaux                                                                             | |
| Samedi 13 août 2022 19:00 | Logan Delaurier-Chaubet 61e | (0 - 0) |                     | Spectateurs : 20 709 Diffuseur : La chaîne L'Équipe et Prime Video (multiplex) Arbitrage : Gaël Angoula | Spectateurs : 20 709 Diffuseur : La chaîne L'Équipe et Prime Video (multiplex) Arbitrage : Gaël Angoula |
| Samedi 13 août 2022 19:00 | Rapport                     |         |                     | Spectateurs : 20 709 Diffuseur : La chaîne L'Équipe et Prime Video (multiplex) Arbitrage : Gaël Angoula | Spectateurs : 20 709 Diffuseur : La chaîne L'Équipe et Prime Video (multiplex) Arbitrage : Gaël Angoula |

| 4e journée               | Grenoble Foot 38   | 0 - 0   | Girondins de Bordeaux | Stade des Alpes, Grenoble                                               |                                                                         |
| Lundi 22 août 2022 20:45 | Pape Meïssa Ba 75e | (0 - 0) | 34e Junior Mwanga     | Spectateurs : 8 092 Diffuseur : beIN Sports 1 Arbitrage : Mikaël Lesage | Spectateurs : 8 092 Diffuseur : beIN Sports 1 Arbitrage : Mikaël Lesage |
| Lundi 22 août 2022 20:45 | Rapport            |         |                       | Spectateurs : 8 092 Diffuseur : beIN Sports 1 Arbitrage : Mikaël Lesage | Spectateurs : 8 092 Diffuseur : beIN Sports 1 Arbitrage : Mikaël Lesage |

| 5e journée                | Girondins de Bordeaux | 0 - 1   | EA Guingamp        | Matmut Atlantique, Bordeaux                                               |                                                                           |
| Samedi 27 août 2022 15:00 |                       | (0 - 1) | 6e Jérémy Livolant | Spectateurs : 17 609 Diffuseur : beIN Sports 1 Arbitrage : Aurélien Petit | Spectateurs : 17 609 Diffuseur : beIN Sports 1 Arbitrage : Aurélien Petit |
| Samedi 27 août 2022 15:00 | Rapport               |         |                    | Spectateurs : 17 609 Diffuseur : beIN Sports 1 Arbitrage : Aurélien Petit | Spectateurs : 17 609 Diffuseur : beIN Sports 1 Arbitrage : Aurélien Petit |

| 6e journée               | Girondins de Bordeaux                                                                          | 4 - 0   | US Quevilly Rouen | Matmut Atlantique, Bordeaux                                                  |                                                                              |
| Mardi 30 août 2022 20:45 | Josh Maja 7e (pen.) · Jason Pendant 21e (csc) · Dilane Bakwa 41e · Logan Delaurier-Chaubet 75e | (3 - 0) | 15e Alpha Sissoko | Spectateurs : 15 383 Diffuseur : beIN Sports 2 Arbitrage : Guillaume Paradis | Spectateurs : 15 383 Diffuseur : beIN Sports 2 Arbitrage : Guillaume Paradis |
| Mardi 30 août 2022 20:45 | Rapport                                                                                        |         |                   | Spectateurs : 15 383 Diffuseur : beIN Sports 2 Arbitrage : Guillaume Paradis | Spectateurs : 15 383 Diffuseur : beIN Sports 2 Arbitrage : Guillaume Paradis |

| 7e journée                    | Paris FC              | 1 - 3   | Girondins de Bordeaux               | Stade Charléty, Paris                                                      |                                                                            |
| Samedi 3 septembre 2022 15:00 | Morgan Guilavogui 79e | (0 - 2) | 14e 20e (pen.) 52e (pen.) Josh Maja | Spectateurs : 10 112 Diffuseur : beIN Sports 1 Arbitrage : Jérémie Pignard | Spectateurs : 10 112 Diffuseur : beIN Sports 1 Arbitrage : Jérémie Pignard |
| Samedi 3 septembre 2022 15:00 | Rapport               |         |                                     | Spectateurs : 10 112 Diffuseur : beIN Sports 1 Arbitrage : Jérémie Pignard | Spectateurs : 10 112 Diffuseur : beIN Sports 1 Arbitrage : Jérémie Pignard |

| 8e journée                     | AS Saint-Étienne                     | 2 - 0   | Girondins de Bordeaux | Stade Geoffroy-Guichard, Saint-Étienne                                             |                                                                                    |
| Samedi 10 septembre 2022 15:00 | Ibrahima Wadji 35e · Yvann Maçon 66e | (1 - 0) |                       | Spectateurs : 0 (huis clos) Diffuseur : beIN Sports 1 Arbitrage : Romain Lissorgue | Spectateurs : 0 (huis clos) Diffuseur : beIN Sports 1 Arbitrage : Romain Lissorgue |
| Samedi 10 septembre 2022 15:00 | Rapport                              |         |                       | Spectateurs : 0 (huis clos) Diffuseur : beIN Sports 1 Arbitrage : Romain Lissorgue | Spectateurs : 0 (huis clos) Diffuseur : beIN Sports 1 Arbitrage : Romain Lissorgue |

| 9e journée                     | Girondins de Bordeaux                         | 2 - 1   | Dijon FCO            | Matmut Atlantique, Bordeaux                                                      |                                                                                  |
| Samedi 17 septembre 2022 15:00 | Josh Maja 8e (pen.) · Zuriko Davitashvili 87e | (1 - 0) | 71e Mickaël Le Bihan | Spectateurs : 17 323 Diffuseur : beIN Sports max 4 Arbitrage : Hakim Ben El Hadj | Spectateurs : 17 323 Diffuseur : beIN Sports max 4 Arbitrage : Hakim Ben El Hadj |
| Samedi 17 septembre 2022 15:00 | Rapport                                       |         |                      | Spectateurs : 17 323 Diffuseur : beIN Sports max 4 Arbitrage : Hakim Ben El Hadj | Spectateurs : 17 323 Diffuseur : beIN Sports max 4 Arbitrage : Hakim Ben El Hadj |

| 10e journée                | Stade lavallois      | 1 - 2   | Girondins de Bordeaux           | Stade Francis-Le-Basser, Laval                                                   |                                                                                  |
| Lundi 3 octobre 2022 20:45 | Julien Maggiotti 56e | (0 - 1) | 5e Josh Maja · 69e Alberth Elis | Spectateurs : 8 546 Diffuseur : beIN Sports 1 Arbitrage : Alexandre Perreau Niel | Spectateurs : 8 546 Diffuseur : beIN Sports 1 Arbitrage : Alexandre Perreau Niel |
| Lundi 3 octobre 2022 20:45 | Rapport              |         |                                 | Spectateurs : 8 546 Diffuseur : beIN Sports 1 Arbitrage : Alexandre Perreau Niel | Spectateurs : 8 546 Diffuseur : beIN Sports 1 Arbitrage : Alexandre Perreau Niel |

| 11e journée                 | Girondins de Bordeaux                     | 2 - 0   | FC Metz | Matmut Atlantique, Bordeaux                                             |                                                                         |
| Samedi 8 octobre 2022 15:00 | Josh Maja 45+2e (pen.) · Fransérgio 90+2e | (1 - 0) |         | Spectateurs : 19 266 Diffuseur : beIN Sports 1 Arbitrage : Pierre Legat | Spectateurs : 19 266 Diffuseur : beIN Sports 1 Arbitrage : Pierre Legat |
| Samedi 8 octobre 2022 15:00 | Rapport                                   |         |         | Spectateurs : 19 266 Diffuseur : beIN Sports 1 Arbitrage : Pierre Legat | Spectateurs : 19 266 Diffuseur : beIN Sports 1 Arbitrage : Pierre Legat |

| 12e journée                 | SC Bastia                   | 1 - 1   | Girondins de Bordeaux | Stade Armand-Cesari, Bastia                                                  |                                                                              |
| Lundi 17 octobre 2022 20:45 | Kevin Van Den Kerkhof 90+4e | (0 - 0) | 83e Danylo Ignatenko  | Spectateurs : 11 505 Diffuseur : beIN Sports 1 Arbitrage : Nicolas Rainville | Spectateurs : 11 505 Diffuseur : beIN Sports 1 Arbitrage : Nicolas Rainville |
| Lundi 17 octobre 2022 20:45 | Rapport                     |         |                       | Spectateurs : 11 505 Diffuseur : beIN Sports 1 Arbitrage : Nicolas Rainville | Spectateurs : 11 505 Diffuseur : beIN Sports 1 Arbitrage : Nicolas Rainville |

| 13e journée                  | Girondins de Bordeaux | 1 - 0   | FC Annecy | Matmut Atlantique, Bordeaux                                                                                  | |
| Samedi 22 octobre 2022 19:00 | Dilane Bakwa 22e      | (1 - 0) |           | Spectateurs : 17 217 Diffuseur : La chaîne L'Équipe et Prime Video (multiplex) Arbitrage : Faouzi Benchabane | Spectateurs : 17 217 Diffuseur : La chaîne L'Équipe et Prime Video (multiplex) Arbitrage : Faouzi Benchabane |
| Samedi 22 octobre 2022 19:00 | Rapport               |         |           | Spectateurs : 17 217 Diffuseur : La chaîne L'Équipe et Prime Video (multiplex) Arbitrage : Faouzi Benchabane | Spectateurs : 17 217 Diffuseur : La chaîne L'Équipe et Prime Video (multiplex) Arbitrage : Faouzi Benchabane |

| 14e journée                  | Nîmes Olympique   | 1 - 0   | Girondins de Bordeaux | Stade des Costières, Nîmes                                               |                                                                          |
| Samedi 5 novembre 2022 15:00 | Jean N'Guessan 6e | (1 - 0) |                       | Spectateurs : 9 462 Diffuseur : beIN Sports 1 Arbitrage : Aurélien Petit | Spectateurs : 9 462 Diffuseur : beIN Sports 1 Arbitrage : Aurélien Petit |
| Samedi 5 novembre 2022 15:00 | Rapport           |         |                       | Spectateurs : 9 462 Diffuseur : beIN Sports 1 Arbitrage : Aurélien Petit | Spectateurs : 9 462 Diffuseur : beIN Sports 1 Arbitrage : Aurélien Petit |

| 15e journée                   | Girondins de Bordeaux | 1 - 1   | Pau FC               | Matmut Atlantique, Bordeaux                                                 |                                                                             |
| Samedi 12 novembre 2022 19:00 | Lenny Pirringuel 87e  | (0 - 1) | 23e Mons Bassouamina | Spectateurs : 24 732 Diffuseur : beIN Sports 1 Arbitrage : Romain Lissorgue | Spectateurs : 24 732 Diffuseur : beIN Sports 1 Arbitrage : Romain Lissorgue |
| Samedi 12 novembre 2022 19:00 | Rapport               |         |                      | Spectateurs : 24 732 Diffuseur : beIN Sports 1 Arbitrage : Romain Lissorgue | Spectateurs : 24 732 Diffuseur : beIN Sports 1 Arbitrage : Romain Lissorgue |

| 16e journée                  | Le Havre AC          | 1 - 0   | Girondins de Bordeaux | Stade Océane, Le Havre                                                       |                                                                              |
| Lundi 26 décembre 2022 19:05 | Amir Richardson 9e   | (1 - 0) |                       | Spectateurs : 23 055 Diffuseur : beIN Sports 1 Arbitrage : Guillaume Paradis | Spectateurs : 23 055 Diffuseur : beIN Sports 1 Arbitrage : Guillaume Paradis |
| Lundi 26 décembre 2022 19:05 | Quentin Cornette 67e | Rapport |                       | Spectateurs : 23 055 Diffuseur : beIN Sports 1 Arbitrage : Guillaume Paradis | Spectateurs : 23 055 Diffuseur : beIN Sports 1 Arbitrage : Guillaume Paradis |

| 17e journée                     | Girondins de Bordeaux                   | 2 - 1   | FC Sochaux-Montbéliard | Matmut Atlantique, Bordeaux                                                    |                                                                                |
| Vendredi 30 décembre 2022 17:00 | Josh Maja 30e · Zuriko Davitashvili 32e | (2 - 0) | 59e Franck Konaté      | Spectateurs : 22 363 Diffuseur : beIN Sports 1 Arbitrage : Abdelatif Kherradji | Spectateurs : 22 363 Diffuseur : beIN Sports 1 Arbitrage : Abdelatif Kherradji |
| Vendredi 30 décembre 2022 17:00 | Logan Delaurier-Chaubet 74e             | Rapport |                        | Spectateurs : 22 363 Diffuseur : beIN Sports 1 Arbitrage : Abdelatif Kherradji | Spectateurs : 22 363 Diffuseur : beIN Sports 1 Arbitrage : Abdelatif Kherradji |

| 18e journée                 | Stade Malherbe Caen                | 2 - 2   | Girondins de Bordeaux | Stade Michel-d'Ornano, Caen                                                 |                                                                             |
| Mardi 10 janvier 2023 20:45 | Alexandre Mendy 52e · Ali Abdi 82e | (0 - 2) | 4e 25e Josh Maja      | Spectateurs : 15 554 Diffuseur : beIN Sports 2 Arbitrage : Romain Lissorgue | Spectateurs : 15 554 Diffuseur : beIN Sports 2 Arbitrage : Romain Lissorgue |
| Mardi 10 janvier 2023 20:45 | Yoann Court 88e                    | Rapport | 68e Clément Michelin  | Spectateurs : 15 554 Diffuseur : beIN Sports 2 Arbitrage : Romain Lissorgue | Spectateurs : 15 554 Diffuseur : beIN Sports 2 Arbitrage : Romain Lissorgue |

| 19e journée                    | Girondins de Bordeaux | 1 - 1   | Amiens SC               | Matmut Atlantique, Bordeaux                                                                                   | |
| Vendredi 13 janvier 2023 20:45 | Josh Maja 42e (pen.)  | (1 - 0) | 90+1e George Ilenikhena | Spectateurs : 14 934 Diffuseur : La chaîne L'Équipe et Prime Video (multiplex) Arbitrage : Stéphanie Frappart | Spectateurs : 14 934 Diffuseur : La chaîne L'Équipe et Prime Video (multiplex) Arbitrage : Stéphanie Frappart |
| Vendredi 13 janvier 2023 20:45 | Rapport               |         |                         | Spectateurs : 14 934 Diffuseur : La chaîne L'Équipe et Prime Video (multiplex) Arbitrage : Stéphanie Frappart | Spectateurs : 14 934 Diffuseur : La chaîne L'Équipe et Prime Video (multiplex) Arbitrage : Stéphanie Frappart |

| 20e journée                  | Dijon FCO | 0 - 3   | Girondins de Bordeaux                   | Stade Gaston-Gérard, Dijon                                                   |                                                                              |
| Samedi 28 janvier 2023 19:00 |           | (0 - 1) | 12e 56e Yoann Barbet · 60e Dilane Bakwa | Spectateurs : 7 428 Diffuseur : beIN Sports 1 Arbitrage : Benjamin Lepaysant | Spectateurs : 7 428 Diffuseur : beIN Sports 1 Arbitrage : Benjamin Lepaysant |
| Samedi 28 janvier 2023 19:00 | Rapport   |         |                                         | Spectateurs : 7 428 Diffuseur : beIN Sports 1 Arbitrage : Benjamin Lepaysant | Spectateurs : 7 428 Diffuseur : beIN Sports 1 Arbitrage : Benjamin Lepaysant |

| 21e journée                 | Girondins de Bordeaux | 1 - 2   | Le Havre AC                              | Matmut Atlantique, Bordeaux                                              |                                                                          |
| Mardi 31 janvier 2023 20:45 | Vital Nsimba 55e      | (0 - 1) | 17e Josué Casimir · 77e Oualid El Hajjam | Spectateurs : 20 569 Diffuseur : beIN Sports 1 Arbitrage : Mikaël Lesage | Spectateurs : 20 569 Diffuseur : beIN Sports 1 Arbitrage : Mikaël Lesage |
| Mardi 31 janvier 2023 20:45 | Rapport               |         |                                          | Spectateurs : 20 569 Diffuseur : beIN Sports 1 Arbitrage : Mikaël Lesage | Spectateurs : 20 569 Diffuseur : beIN Sports 1 Arbitrage : Mikaël Lesage |

| 22e journée                   | Pau FC  | 0 - 2   | Girondins de Bordeaux               | Nouste Camp, Pau                                                                                         | |
| Vendredi 3 février 2023 20:45 |         | (0 - 1) | 33e Malcom Bokele · 67e Aliou Badji | Spectateurs : 3 821 Diffuseur : La chaîne L'Équipe et Prime Video (multiplex) Arbitrage : Antoine Valnet | Spectateurs : 3 821 Diffuseur : La chaîne L'Équipe et Prime Video (multiplex) Arbitrage : Antoine Valnet |
| Vendredi 3 février 2023 20:45 | Rapport |         |                                     | Spectateurs : 3 821 Diffuseur : La chaîne L'Équipe et Prime Video (multiplex) Arbitrage : Antoine Valnet | Spectateurs : 3 821 Diffuseur : La chaîne L'Équipe et Prime Video (multiplex) Arbitrage : Antoine Valnet |

| 23e journée                  | Chamois niortais FC                                                  | 3 - 1   | Girondins de Bordeaux | Stade René-Gaillard, Niort                                                         |                                                                                    |
| Samedi 11 février 2023 19:00 | Moataz Zemzemi 28e · Bryan Passi 45+2e · Junior Olaitan Ishola 90+3e | (2 - 1) | 30e Aliou Badji       | Spectateurs : 5 446 Diffuseur : Prime Video (multiplex) Arbitrage : Aurélien Petit | Spectateurs : 5 446 Diffuseur : Prime Video (multiplex) Arbitrage : Aurélien Petit |
| Samedi 11 février 2023 19:00 | Rapport                                                              |         |                       | Spectateurs : 5 446 Diffuseur : Prime Video (multiplex) Arbitrage : Aurélien Petit | Spectateurs : 5 446 Diffuseur : Prime Video (multiplex) Arbitrage : Aurélien Petit |

| 24e journée                  | Girondins de Bordeaux                       | 2 - 1   | Paris FC         | Matmut Atlantique, Bordeaux                                                  |                                                                              |
| Samedi 18 février 2023 15:00 | Malcom Bokele 24e · Yoann Barbet 32e (pen.) | (2 - 0) | 72e Julien Lopez | Spectateurs : 17 439 Diffuseur : beIN Sports 1 Arbitrage : Guillaume Paradis | Spectateurs : 17 439 Diffuseur : beIN Sports 1 Arbitrage : Guillaume Paradis |
| Samedi 18 février 2023 15:00 | Rapport                                     |         |                  | Spectateurs : 17 439 Diffuseur : beIN Sports 1 Arbitrage : Guillaume Paradis | Spectateurs : 17 439 Diffuseur : beIN Sports 1 Arbitrage : Guillaume Paradis |

| 25e journée                 | Amiens SC        | 1 - 2   | Girondins de Bordeaux              | Stade de la Licorne, Amiens                                                      |                                                                                  |
| Lundi 27 février 2023 20:45 | Papiss Cissé 17e | (1 - 0) | 79e Aliou Badji · 90+1e Fransérgio | Spectateurs : 7 994 Diffuseur : beIN Sports 1 Arbitrage : Alexandre Perreau Niel | Spectateurs : 7 994 Diffuseur : beIN Sports 1 Arbitrage : Alexandre Perreau Niel |
| Lundi 27 février 2023 20:45 | Rapport          |         |                                    | Spectateurs : 7 994 Diffuseur : beIN Sports 1 Arbitrage : Alexandre Perreau Niel | Spectateurs : 7 994 Diffuseur : beIN Sports 1 Arbitrage : Alexandre Perreau Niel |

| 26e journée              | Girondins de Bordeaux | 1 - 1   | AS Saint-Étienne                | Matmut Atlantique, Bordeaux                                                  |                                                                              |
| Samedi 4 mars 2023 15:00 | Aliou Badji 46e       | (0 - 0) | 82e (pen.) Jean-Philippe Krasso | Spectateurs : 29 907 Diffuseur : beIN Sports 1 Arbitrage : Nicolas Rainville | Spectateurs : 29 907 Diffuseur : beIN Sports 1 Arbitrage : Nicolas Rainville |
| Samedi 4 mars 2023 15:00 | Rapport               |         |                                 | Spectateurs : 29 907 Diffuseur : beIN Sports 1 Arbitrage : Nicolas Rainville | Spectateurs : 29 907 Diffuseur : beIN Sports 1 Arbitrage : Nicolas Rainville |

| 27e journée               | FC Sochaux-Montbéliard | 1 - 1   | Girondins de Bordeaux | Stade Bonal, Sochaux                                                          |                                                                               |
| Samedi 11 mars 2023 15:00 | Gaëtan Weissbeck 40e   | (1 - 1) | 30e Dilane Bakwa      | Spectateurs : 18 835 Diffuseur : beIN Sports 1 Arbitrage : Benjamin Lepaysant | Spectateurs : 18 835 Diffuseur : beIN Sports 1 Arbitrage : Benjamin Lepaysant |
| Samedi 11 mars 2023 15:00 | Rapport                |         |                       | Spectateurs : 18 835 Diffuseur : beIN Sports 1 Arbitrage : Benjamin Lepaysant | Spectateurs : 18 835 Diffuseur : beIN Sports 1 Arbitrage : Benjamin Lepaysant |

| 28e journée               | Girondins de Bordeaux | 1 - 0   | Nîmes Olympique | Matmut Atlantique, Bordeaux                                                 |                                                                             |
| Samedi 18 mars 2023 19:00 | Josh Maja 81e         | (0 - 0) |                 | Spectateurs : 15 856 Diffuseur : beIN Sports 1 Arbitrage : Romain Lissorgue | Spectateurs : 15 856 Diffuseur : beIN Sports 1 Arbitrage : Romain Lissorgue |
| Samedi 18 mars 2023 19:00 | Rapport               |         |                 | Spectateurs : 15 856 Diffuseur : beIN Sports 1 Arbitrage : Romain Lissorgue | Spectateurs : 15 856 Diffuseur : beIN Sports 1 Arbitrage : Romain Lissorgue |

| 29e journée              | EA Guingamp | 0 - 1   | Girondins de Bordeaux | Stade du Roudourou, Guingamp                                             |                                                                          |
| Lundi 3 avril 2023 20:45 |             | (0 - 1) | 21e Fransérgio        | Spectateurs : 9 533 Diffuseur : beIN Sports 1 Arbitrage : Antoine Valnet | Spectateurs : 9 533 Diffuseur : beIN Sports 1 Arbitrage : Antoine Valnet |
| Lundi 3 avril 2023 20:45 | Rapport     |         |                       | Spectateurs : 9 533 Diffuseur : beIN Sports 1 Arbitrage : Antoine Valnet | Spectateurs : 9 533 Diffuseur : beIN Sports 1 Arbitrage : Antoine Valnet |

| 30e journée               | Girondins de Bordeaux                 | 2 - 0   | SC Bastia            | Matmut Atlantique, Bordeaux                                               |                                                                           |
| Samedi 8 avril 2023 15:00 | Josh Maja 36e (pen.) · Fransérgio 47e | (1 - 0) |                      | Spectateurs : 30 099 Diffuseur : beIN Sports 1 Arbitrage : Jérôme Brisard | Spectateurs : 30 099 Diffuseur : beIN Sports 1 Arbitrage : Jérôme Brisard |
| Samedi 8 avril 2023 15:00 | Malcom Bokele 90e                     | Rapport | 90e Migouel Alfarela | Spectateurs : 30 099 Diffuseur : beIN Sports 1 Arbitrage : Jérôme Brisard | Spectateurs : 30 099 Diffuseur : beIN Sports 1 Arbitrage : Jérôme Brisard |

| 31e journée                | FC Metz                                       | 3 - 0   | Girondins de Bordeaux | Stade Saint-Symphorien, Longeville-lès-Metz                             |                                                                         |
| Samedi 15 avril 2023 15:00 | Ablie Jallow 49e · Georges Mikautadze 52e 72e | (0 - 0) |                       | Spectateurs : 23 345 Diffuseur : beIN Sports 1 Arbitrage : Gaël Angoula | Spectateurs : 23 345 Diffuseur : beIN Sports 1 Arbitrage : Gaël Angoula |
| Samedi 15 avril 2023 15:00 |                                               | Rapport | 40e Gaëtan Poussin    | Spectateurs : 23 345 Diffuseur : beIN Sports 1 Arbitrage : Gaël Angoula | Spectateurs : 23 345 Diffuseur : beIN Sports 1 Arbitrage : Gaël Angoula |

| 32e journée               | Girondins de Bordeaux                       | 3 - 0   | Grenoble Foot 38 | Matmut Atlantique, Bordeaux                                                    |                                                                                |
| Lundi 24 avril 2023 20:45 | Josh Maja 42e 64e · Zuriko Davitashvili 57e | (1 - 0) |                  | Spectateurs : 17 731 Diffuseur : beIN Sports 1 Arbitrage : Abdelatif Kherradji | Spectateurs : 17 731 Diffuseur : beIN Sports 1 Arbitrage : Abdelatif Kherradji |
| Lundi 24 avril 2023 20:45 | Rapport                                     |         |                  | Spectateurs : 17 731 Diffuseur : beIN Sports 1 Arbitrage : Abdelatif Kherradji | Spectateurs : 17 731 Diffuseur : beIN Sports 1 Arbitrage : Abdelatif Kherradji |

| 33e journée                | Valenciennes FC | 0 - 2   | Girondins de Bordeaux            | Stade du Hainaut, Valenciennes                                                     |                                                                                    |
| Samedi 29 avril 2023 19:00 |                 | (0 - 0) | 69e Yoann Barbet · 82e Josh Maja | Spectateurs : 9 477 Diffuseur : Prime Video (multiplex) Arbitrage : Antoine Valnet | Spectateurs : 9 477 Diffuseur : Prime Video (multiplex) Arbitrage : Antoine Valnet |
| Samedi 29 avril 2023 19:00 | Rapport         |         |                                  | Spectateurs : 9 477 Diffuseur : Prime Video (multiplex) Arbitrage : Antoine Valnet | Spectateurs : 9 477 Diffuseur : Prime Video (multiplex) Arbitrage : Antoine Valnet |

| 34e journée             | Girondins de Bordeaux   | 1 - 0   | Stade Malherbe Caen | Matmut Atlantique, Bordeaux                                                |                                                                            |
| Samedi 6 mai 2023 15:00 | Zuriko Davitashvili 16e | (1 - 0) |                     | Spectateurs : 27 061 Diffuseur : beIN Sports 1 Arbitrage : Mathieu Vernice | Spectateurs : 27 061 Diffuseur : beIN Sports 1 Arbitrage : Mathieu Vernice |
| Samedi 6 mai 2023 15:00 | Rapport                 |         |                     | Spectateurs : 27 061 Diffuseur : beIN Sports 1 Arbitrage : Mathieu Vernice | Spectateurs : 27 061 Diffuseur : beIN Sports 1 Arbitrage : Mathieu Vernice |

| 35e journée              | US Quevilly Rouen | 0 - 0   | Girondins de Bordeaux | Stade Robert-Diochon, Le Petit-Quevilly                                      |                                                                              |
| Samedi 13 mai 2023 15:00 |                   | (0 - 0) |                       | Spectateurs : 7 113 Diffuseur : beIN Sports 1 Arbitrage : Benjamin Lepaysant | Spectateurs : 7 113 Diffuseur : beIN Sports 1 Arbitrage : Benjamin Lepaysant |
| Samedi 13 mai 2023 15:00 | Rapport           |         |                       | Spectateurs : 7 113 Diffuseur : beIN Sports 1 Arbitrage : Benjamin Lepaysant | Spectateurs : 7 113 Diffuseur : beIN Sports 1 Arbitrage : Benjamin Lepaysant |

| 36e journée              | Girondins de Bordeaux                                           | 3 - 0   | Stade lavallois | Matmut Atlantique, Bordeaux                                                 |                                                                             |
| Samedi 20 mai 2023 15:00 | Yoann Barbet 3e · Zuriko Davitashvili 32e · Stian Gregersen 49e | (2 - 0) |                 | Spectateurs : 25 331 Diffuseur : beIN Sports 1 Arbitrage : Romain Lissorgue | Spectateurs : 25 331 Diffuseur : beIN Sports 1 Arbitrage : Romain Lissorgue |
| Samedi 20 mai 2023 15:00 | Rapport                                                         |         |                 | Spectateurs : 25 331 Diffuseur : beIN Sports 1 Arbitrage : Romain Lissorgue | Spectateurs : 25 331 Diffuseur : beIN Sports 1 Arbitrage : Romain Lissorgue |

| 37e journée                | FC Annecy        | 1 - 0   | Girondins de Bordeaux | Parc des sports d'Annecy, Annecy                                               |                                                                                |
| Vendredi 26 mai 2023 20:45 | Vincent Pajot 9e | (1 - 0) |                       | Spectateurs : 12 705 Diffuseur : beIN Sports 1 Arbitrage : Abdelatif Kherradji | Spectateurs : 12 705 Diffuseur : beIN Sports 1 Arbitrage : Abdelatif Kherradji |
| Vendredi 26 mai 2023 20:45 | Rapport          |         |                       | Spectateurs : 12 705 Diffuseur : beIN Sports 1 Arbitrage : Abdelatif Kherradji | Spectateurs : 12 705 Diffuseur : beIN Sports 1 Arbitrage : Abdelatif Kherradji |

| 38e journée                | Girondins de Bordeaux | 0 - 1                          | Rodez AF         | Matmut Atlantique, Bordeaux                                                                                  | |
| Vendredi 2 juin 2023 20:45 |                       | (match arrêté à la 27e minute) | Lucas Buades 23e | Spectateurs : 41 591 Diffuseur : La chaîne L'Équipe et Prime Video (multiplex) Arbitrage : Nicolas Rainville | Spectateurs : 41 591 Diffuseur : La chaîne L'Équipe et Prime Video (multiplex) Arbitrage : Nicolas Rainville |
| Vendredi 2 juin 2023 20:45 | Rapport               |                                |                  | Spectateurs : 41 591 Diffuseur : La chaîne L'Équipe et Prime Video (multiplex) Arbitrage : Nicolas Rainville | Spectateurs : 41 591 Diffuseur : La chaîne L'Équipe et Prime Video (multiplex) Arbitrage : Nicolas Rainville |

### Coupe de France
La Coupe de France
2022-2023 est la 106e édition de la Coupe de France de football.
| 7e tour                      | Stade Bordelais | 0 - 3   | Girondins de Bordeaux                                                           | Stade Sainte-Germaine, Le Bouscat                                                |                                                                                  |
| Samedi 29 octobre 2022 20:00 |                 | (0 - 0) | 54e (pen.) Zuriko Davitashvili · 72e Yoann Barbet · 84e Logan Delaurier-Chaubet | Spectateurs : 3 535 Diffuseur : Girondins de Bordeaux Arbitrage : Romain Delpech | Spectateurs : 3 535 Diffuseur : Girondins de Bordeaux Arbitrage : Romain Delpech |
| Samedi 29 octobre 2022 20:00 | Rapport         |         |                                                                                 | Spectateurs : 3 535 Diffuseur : Girondins de Bordeaux Arbitrage : Romain Delpech | Spectateurs : 3 535 Diffuseur : Girondins de Bordeaux Arbitrage : Romain Delpech |

| 8e tour                       | Trélissac FC                          | 2 - 3   | Girondins de Bordeaux                    | Stade Francis-Rongiéras, Périgueux              |                                                 |
| Samedi 19 novembre 2022 13:30 | Joris Gouache 28e · Adama Diakité 30e | (2 - 0) | 60e 90+3e Yoann Barbet · 63e Aliou Badji | Spectateurs : 2 899 Arbitrage : Azzedine Souifi | Spectateurs : 2 899 Arbitrage : Azzedine Souifi |
| Samedi 19 novembre 2022 13:30 | Rapport                               |         |                                          | Spectateurs : 2 899 Arbitrage : Azzedine Souifi | Spectateurs : 2 899 Arbitrage : Azzedine Souifi |

| 32e de finale               | Girondins de Bordeaux | 1 - 2   | Stade rennais FC                          | Matmut Atlantique, Bordeaux                                                  |                                                                              |
| Samedi 7 janvier 2023 20:45 | Josh Maja 45+2e       | (1 - 1) | 23e Benjamin Bourigeaud · 53e Jérémy Doku | Spectateurs : 20 000 Diffuseur : beIN Sports 1 Arbitrage : Pierre Gaillouste | Spectateurs : 20 000 Diffuseur : beIN Sports 1 Arbitrage : Pierre Gaillouste |
| Samedi 7 janvier 2023 20:45 | Malcom Bokele 60e     | Rapport |                                           | Spectateurs : 20 000 Diffuseur : beIN Sports 1 Arbitrage : Pierre Gaillouste | Spectateurs : 20 000 Diffuseur : beIN Sports 1 Arbitrage : Pierre Gaillouste |

### Classement et statistiques
| Rang | Équipe                  | Pts | J  | G  | N  | P  | Bp | Bc | Diff | Promotion ou relégation |
| ---- | ----------------------- | --- | -- | -- | -- | -- | -- | -- | ---- | ----------------------- |
| 1    | Le Havre AC             | 75  | 38 | 20 | 15 | 3  | 46 | 19 | +27  | Promotion en Ligue 1    |
| 2    | FC Metz R               | 72  | 38 | 20 | 12 | 6  | 61 | 33 | +28  | Promotion en Ligue 1    |
| 3    | Girondins de Bordeaux R | 69  | 38 | 20 | 9  | 9  | 51 | 28 | +23  |                         |
| 4    | SC Bastia               | 60  | 38 | 17 | 9  | 12 | 52 | 45 | +7   |                         |
| 5    | SM Caen                 | 59  | 38 | 16 | 11 | 11 | 52 | 43 | +9   |                         |

#### Résultats par journée
| Journée   | 01 | 02 | 03 | 04 | 05 | 06 | 07 | 08 | 09 | 10 | 11 | 12 | 13 | 14 | 15 | 16 | 17 | 18 | 19 | 20 | 21 | 22 | 23 | 24 | 25 | 26 | 27 | 28 | 29 | 30 | 31 | 32 | 33 | 34 | 35 | 36 | 37 | 38 |
| --------- | -- | -- | -- | -- | -- | -- | -- | -- | -- | -- | -- | -- | -- | -- | -- | -- | -- | -- | -- | -- | -- | -- | -- | -- | -- | -- | -- | -- | -- | -- | -- | -- | -- | -- | -- | -- | -- | -- |
| Terrain   | D  | E  | D  | E  | D  | D  | E  | E  | D  | E  | D  | E  | D  | E  | D  | E  | D  | E  | D  | E  | D  | E  | E  | D  | E  | D  | E  | D  | E  | D  | E  | D  | E  | D  | E  | D  | E  | D  |
| Résultats | N  | V  | V  | N  | D  | V  | V  | D  | V  | V  | V  | N  | V  | D  | N  | D  | V  | N  | N  | V  | D  | V  | D  | V  | V  | N  | N  | V  | V  | V  | D  | V  | V  | V  | N  | V  | D  | D  |
| Points    | 1  | 4  | 7  | 8  | 8  | 11 | 14 | 14 | 17 | 20 | 23 | 24 | 27 | 27 | 28 | 28 | 31 | 32 | 33 | 36 | 36 | 39 | 39 | 42 | 45 | 46 | 47 | 50 | 53 | 56 | 56 | 59 | 62 | 65 | 66 | 69 | 69 | 69 |
| Place     | 12 | 3  | 2  | 3  | 5  | 2  | 1  | 4  | 3  | 1  | 1  | 1  | 1  | 2  | 2  | 3  | 2  | 2  | 2  | 2  | 3  | 3  | 3  | 2  | 2  | 2  | 2  | 2  | 2  | 2  | 2  | 2  | 2  | 2  | 2  | 2  | 3  | 3  |

Source : lfp.fr (Ligue de football professionnel)
Terrain : D = Domicile ; E = Extérieur. Résultat : D = Défaite ; N = Nul ; V = Victoire.

## Joueurs en sélection nationale

### Sélections étrangères
| Nom                 | Ligue des Nations 2022-2023 | Ligue des Nations 2022-2023 | Ligue des Nations 2022-2023 | Ligue des Nations 2022-2023 | Matchs amicaux | Matchs amicaux | Matchs amicaux | Matchs amicaux | Total | Total       | Total  | Total        |
| Nom                 | MJ                          | But inscrit                 | Averti                      | Carton rouge                | MJ             | But inscrit    | Averti         | Carton rouge   | MJ    | But inscrit | Averti | Carton rouge |
| Danylo Ignatenko    | 3                           | 1                           | 1                           | 0                           | -              | -              | -              | -              | 3     | 1           | 1      | 0            |
| Stian Gregersen     | 0                           | 0                           | 0                           | 0                           | -              | -              | -              | -              | 0     | 0           | 0      | 0            |
| Zuriko Davitashvili | 2                           | 0                           | 1                           | 0                           | -              | -              | -              | -              | 2     | 0           | 1      | 0            |
| Johaneko Louis-Jean | -                           | -                           | -                           | -                           | 2              | 0              | 0              | 0              | 2     | 0           | 0      | 0            |
| Lenny Pirringuel    | -                           | -                           | -                           | -                           | 2              | 1              | 0              | 0              | 2     | 1           | 0      | 0            |
| ------------------- | --------------------------- | --------------------------- | --------------------------- | --------------------------- | -------------- | -------------- | -------------- | -------------- | ----- | ----------- | ------ | ------------ |

## Affluence
Affluence des Girondins de Bordeaux à domicile cette saison

### Plus grosses affluences
| Rang | Match                                    | Journée               | Date       | Affluence |
| 1    | Girondins de Bordeaux - RAF              | Ligue 2 - 38e journée | 02/06/2023 | 41 591    |
| 2    | Girondins de Bordeaux - SC Bastia        | Ligue 2 - 30e journée | 08/04/2023 | 30 099    |
| 3    | Girondins de Bordeaux - AS Saint-Étienne | Ligue 2 - 26e journée | 04/03/2023 | 29 907    |
| 4    | Girondins de Bordeaux - SM Caen          | Ligue 2 - 34e journée | 06/05/2023 | 27 061    |
| 5    | Girondins de Bordeaux - Stade lavallois  | Ligue 2 - 36e journée | 20/05/2023 | 25 331    |

### Plus faibles affluences
| Rang | Match                                     | Journée               | Date       | Affluence |
| 1    | Girondins de Bordeaux - Amiens SC         | Ligue 2 - 19e journée | 13/01/2023 | 14 934    |
| 2    | Girondins de Bordeaux - US Quevilly Rouen | Ligue 2 - 6e journée  | 30/08/2022 | 15 383    |
| 3    | Girondins de Bordeaux - Nîmes Olympique   | Ligue 2 - 28e journée | 18/03/2023 | 15 856    |

## Statistiques

### Collectives
| Compétition     | Matches joués | Matchs gagnés | Matchs nuls | Matchs perdus | Buts marqués | Buts encaissés | Différence de buts |
| --------------- | ------------- | ------------- | ----------- | ------------- | ------------ | -------------- | ------------------ |
| Ligue 2         | 38            | 20            | 9           | 9             | 51           | 28             | + 23               |
| Coupe de France | 3             | 2             | 0           | 1             | 7            | 4              | + 3                |
| Total           | 41            | 22            | 9           | 10            | 58           | 32             | + 26               |
| Matchs amicaux  | 6             | 3             | 1           | 2             | 11           | 8              | + 3                |

### Individuelles

#### Statistiques buteurs[3]
| Place | Nom                     | Championnat | Coupe de France | TOTAL des buts |
| ----- | ----------------------- | ----------- | --------------- | -------------- |
| 1     | Josh Maja               | 16          | 1               | 17 buts        |
| 2     | Yoann Barbet            | 5           | 3               | 8 buts         |
| 3     | Zuriko Davitashvili     | 5           | 1               | 6 buts         |
| 4     | Aliou Badji             | 4           | 1               | 5 buts         |
| 4     | Dilane Bakwa            | 5           | -               | 5 buts         |
| 6     | Fransérgio              | 4           | -               | 4 buts         |
| 7     | Logan Delaurier-Chaubet | 2           | 1               | 3 buts         |
| 8     | Danylo Ignatenko        | 2           | -               | 2 buts         |
| 8     | Malcom Bokele           | 2           | -               | 2 buts         |
| 10    | Marvin De Lima          | 1           | -               | 1 buts         |
| 10    | Alberth Elis            | 1           | -               | 1 buts         |
| 10    | Lenny Pirringuel        | 1           | -               | 1 buts         |
| 10    | Vital N'Simba           | 1           | -               | 1 buts         |
| 10    | Stian Gregersen         | 1           | -               | 1 buts         |
| -     | Contre son camp         | 1           | -               | 1 buts         |
| Total | 14 buteurs              | 51 buts     | 7 buts          | 58 buts        |

#### Statistiques passeurs[4]
| Place | Nom                 | Championnat | Coupe de France | TOTAL des passes |
| ----- | ------------------- | ----------- | --------------- | ---------------- |
| 1     | Dilane Bakwa        | 7           | 1               | 8 passes         |
| 2     | Vital N'Simba       | 6           | -               | 6 passes         |
| 2     | Josh Maja           | 6           | -               | 6 passes         |
| 4     | Clément Michelin    | 3           | 2               | 5 passes         |
| 5     | Aliou Badji         | 2           | -               | 2 passes         |
| 5     | Fransérgio          | 2           | -               | 2 passes         |
| 5     | Yoann Barbet        | 2           | -               | 2 passes         |
| 5     | Zuriko Davitashvili | 2           | -               | 2 passes         |
| 8     | Danylo Ignatenko    | 1           | -               | 1 passes         |
| 8     | Junior Mwanga       | 1           | -               | 1 passes         |
| 8     | Alberth Elis        | 1           | -               | 1 passes         |
| 8     | Tom Lacoux          | -           | 1               | 1 passes         |
| 8     | Lenny Pirringuel    | -           | 1               | 1 passes         |
| Total | 13 passeurs         | 33 passes   | 5 passes        | 38 passes        |

#### Statistiques cumulées
| Place | Nom                     | Buts    | Passes    | TOTAL |
| ----- | ----------------------- | ------- | --------- | ----- |
| 1     | Josh Maja               | 17      | 6         | 23    |
| 2     | Dilane Bakwa            | 5       | 8         | 13    |
| 3     | Yoann Barbet            | 8       | 2         | 10    |
| 4     | Zuriko Davitashvili     | 6       | 2         | 8     |
| 5     | Aliou Badji             | 5       | 2         | 7     |
| 5     | Vital N'Simba           | 1       | 6         | 7     |
| 7     | Fransérgio              | 4       | 2         | 6     |
| 8     | Clément Michelin        | -       | 5         | 5     |
| 9     | Logan Delaurier-Chaubet | 3       | -         | 3     |
| 9     | Danylo Ignatenko        | 2       | 1         | 3     |
| 11    | Malcom Bokele           | 2       | -         | 2     |
| 11    | Alberth Elis            | 1       | 1         | 2     |
| 11    | Lenny Pirringuel        | 1       | 1         | 2     |
| 14    | Marvin De Lima          | 1       | -         | 1     |
| 14    | Stian Gregersen         | 1       | -         | 1     |
| 14    | Junior Mwanga           | -       | 1         | 1     |
| 14    | Tom Lacoux              | -       | 1         | 1     |
| -     | Contre son camp         | 1       | -         | 1     |
| Total | 17 joueurs              | 58 buts | 38 passes | 96    |

## Équipementier et sponsors
Les Girondins de Bordeaux ont pour équipementier Adidas depuis juillet 2020. Ils bénéficient aussi de nombreux sponsors : la chaîne de restauration Bistro Régent, le constructeur automobile Cupra, le service de livraison Uber Eats, la marque de soda Coca-Cola, ou bien encore l'eau de source Abatilles.

## Équipe réserve et jeunes

### Équipe réserve
L'équipe réserve des Girondins sert de tremplin vers le groupe professionnel pour les jeunes du centre de formation ainsi que de recours pour les joueurs de retour de blessure ou en manque de temps de jeu. Elle est entraînée par Romain Ferrier.
Extrait du classement de National 3 2022-2023 (Groupe Nouvelle-Aquitaine)
| Rang | Équipe                      | Pts  | J  | G  | N | P  | Bp | Bc | Diff |
| ---- | --------------------------- | ---- | -- | -- | - | -- | -- | -- | ---- |
| 1    | FC Libourne                 | 51   | 22 | 15 | 6 | 1  | 45 | 11 | +34  |
| 2    | US Chauvigny                | 45   | 21 | 13 | 6 | 2  | 38 | 19 | +19  |
| 3    | Les Genêts d'Anglet         | 40   | 21 | 11 | 7 | 3  | 29 | 19 | +10  |
| 4    | Pau FC rés. P               | 37   | 21 | 11 | 4 | 6  | 37 | 22 | +15  |
| 5    | SO Châtellerault            | 34   | 22 | 10 | 4 | 8  | 38 | 36 | +2   |
| 6    | Girondins de Bordeaux rés.  | 32   | 22 | 9  | 5 | 8  | 30 | 24 | +6   |
| 7    | Stade Poitevin FC           | 30   | 22 | 7  | 9 | 6  | 28 | 23 | +5   |
| 8    | Aviron bayonnais            | 30   | 22 | 9  | 3 | 10 | 32 | 27 | +5   |
| 9    | US Lège-Cap-Ferret          | 29   | 22 | 8  | 5 | 9  | 24 | 33 | -9   |
| 10   | Chamois niortais rés.       | 27-1 | 21 | 9  | 1 | 11 | 37 | 33 | +4   |
| 11   | FC Portes Entre Deux Mers P | 22   | 22 | 6  | 4 | 12 | 18 | 36 | -18  |
| 12   | CA Neuville                 | 21   | 21 | 4  | 9 | 8  | 26 | 34 | -8   |
| 13   | ES Guéret P                 | 13   | 22 | 3  | 4 | 15 | 19 | 48 | -29  |
| 14   | Stade montois R             | 6    | 21 | 1  | 3 | 17 | 14 | 50 | -36  |

|  | Promu en National 2. |
|  | Relégué en Régional 1. |
|  | R Relégué de National 2 P Promu de Régional 1 . Pts points ; G victoires ; N match nuls ; P défaites Bp buts marqués ; Bc buts encaissés ; Diff différence de buts |